# Единая система организации воздушного движения

Структура ЕС ОрВД до реформирования в 2021 году

Единая система организации воздушного движения Российской Федерации (сокращённо ЕС ОрВД; англ. Joint Air Traffic Management System of the Russian Federation, сокращённо Joint ATM System) — система, обеспечивающая безопасность использования воздушного пространства и приемлемый уровень безопасности полетов при обслуживании воздушного движения. Имеет стратегическое значение для государства и является важнейшим компонентом сохранения национальной безопасности. Деятельность Единой системы не подлежит ограничению или прекращению. 
В 2021 году был осуществлен переход на новую структуру оперативных органов Системы. В рамках этого перехода были ликвидированы Зональные центры (ЗЦ) и появились Региональные центры (РегЦ). В статье описывается состояние до перехода на новую структуру.
Система определяет отношения элементов и их полномочия в соответствии с организованной структурой для достижения цели —  организации воздушного движения в РФ, обеспечивая устойчивую во времени упорядоченность и взаимосвязь, создавая единый динамичный и комплексный процесс. Полномочия каждого элемента (органа) определяются положением о нём, утверждаемым вышестоящим органом и соглашениями при разграничении полномочий между органами одного уровня, а также международными договорами.
Сама ЕС ОрВД как таковая не является ни каким-либо отдельно взятым юридическим лицом (организацией), ни каким-либо ведомством, но полномочия конкретных её органов могут возлагаться на определённые организации и ведомства РФ.
В военное время функционирование Системы определяется указами Президента РФ.
Единая система осуществляет свои функции в пределах воздушного пространства Российской Федерации, а также в той части воздушного пространства, где ответственность за организацию воздушного движения, возложена на Российскую Федерацию в соответствии с международными договорами.

## История
В конце 1991 года произошел распад СССР, что повлекло за собой и распад Единой системы управления воздушным движением (ЕС УВД СССР), которая была сформирована за период с 1973 по 1983 гг, как совмещенная военно-гражданская система, обеспечивающая безопасное и эффективное использование воздушного пространства страны в интересах решения экономических и оборонных задач в условиях мирного и военного времени.
Фактически на формирование новой самодостаточной системы организации движения в воздушном пространстве РФ, потребовалось 15 лет (1992—2006 гг.).
Ликвидация с января 1992 года союзных министерств и ведомств, в том числе Министерства гражданской авиации и Государственной комиссии по использованию воздушного пространства и управлению воздушным движением при Совете министров СССР, повлекла за собой изменения структуры государственного управления гражданской авиацией и воздушным движением как на федеральном, так и на региональном уровнях.
Условия становления и развития Единой системы организации воздушного движения Российской Федерации кардинально отличались от условий становления и развития Единой системы управления воздушным движением СССР в силу следующих факторов:
1. осуществлялся переход экономики страны на рыночные отношения, а также от командно-административных методов управления  предприятиями к нормативно-правовому регулированию;
2. существовала организационно-структурная нестабильность административных органов государственного регулирования;
3. незавершенность разработки нормативно-правовой базы, устанавливавшей порядок государственного регулирования использования воздушного пространства и организации воздушного движения;
4. проходил длительный процесс выделения из состава предприятий гражданской авиации (авиакомпаний, аэропортов) служб управления воздушным движением и эксплуатации радиотехнического оборудования и связи (ЭРТОС);
5. кардинально изменялся порядок финансирования мероприятий по обеспечению функционирования и развития Единой системы организации воздушного движения страны;
6. увеличивалось число международных полётов (в том числе транзитных) и полётов авиации общего назначения;
7. началось техническое переориентирование ЕС ОрВД РФ на использование концепции CNS/ATM ИКАО (связь, навигация, наблюдение/организация воздушного движения);
8. осуществлялась интеграция национальной системы в мировую и, в частности, в европейскую аэронавигационную систему;
9. происходили организационно-структурные преобразования в МО РФ (объединение ВВС и ПВО в качественно новый вид Вооружённых сил Российской Федерации — Военно-воздушные силы);
10. требовалось обеспечение эффективного решения задач военной авиацией по охране суверенитета и обороны страны с учётом новой военной доктрины РФ.

Начиная с июня 1994 в России происходило разделение авиапредприятий гражданской авиации на самостоятельные авиакомпании и аэропорты, а также на подразделения, связанные с обеспечением управления воздушным движением.
25 декабря 1996 была создана Государственная корпорация по организации воздушного движения в Российской Федерации
С 1998 год началось формирование единой хозяйственной системы и регулирования использования воздушного пространства. Функций гражданских оперативных органов ЕС ОрВД России распределялись между структурными подразделениями Госкорпорации по ОрВД.
С 2005 года началась реорганизация и укрупнение Оперативных органов с целью оптимизации и совершенствования системы. В соответствии с Директивой Министра обороны РФ 2006 года были расформированы военные секторы ЕС ОрВД, которые были ответственны за организацию воздушного движения в воздушном пространстве вне воздушных трасс и местных воздушных линий. С 20 декабря 2007 года воздушное пространство стало рассматриваться как единое целое без разделения между ведомствами, что в свою очередь создало условия для гибкого и эффективного его использованию в интересах всех видов авиации.
Подробная История Аэронавигации России с 1931 года и ЕС УВД СССР - ЕС ОрВД РФ

## Структура ЕС ОрВД

### Руководящий орган Единой системы
Руководящим органом Единой системы является Федеральное агентство  воздушного  транспорта.

### Оперативные органы Единой системы
Оперативными органами Единой системы являются органы обслуживания воздушного движения, которые являются структурными подразделениями ФГУП «Госкорпорация по ОрВД», находящегося в ведении Росавиации:
| - а) главный центр Единой системы (ГЦ ЕС ОрВД) — планирует и координирует использование воздушного пространства (ИВП), обеспечивает организацию воздушного движения и разрешительный порядок использования воздушного пространства, контролирует соблюдение Федеральных правил использования воздушного пространства РФ в пределах воздушного пространства РФ и районов, где на Российскую Федерацию возложена ответственность за организацию воздушного движения. Состоит из следующих подразделений: 1. отдела анализа и предварительного планирования ИВП; 2. дежурной смены; 3. группы организационного обеспечения; | |
| - б) зональные центры Единой системы (ЗЦ ЕС ОрВД); - в) региональные центры Единой системы (РегЦ ЕС ОрВД); - г) районные центры Единой системы (РЦ ЕС ОрВД); - д) вспомогательные районные центры Единой системы (ВРЦ ЕС ОрВД). | Оперативные органы в пределах своих зон и районов осуществляют: 1. планирование и координирование использования воздушного пространства; 2. организацию воздушного движения; 3. контроль за соблюдением федеральных правил ИВП. |

## Координационный центр«Россия — НАТО»
Координационный центр был создан 22 ноября 2006 года с целью организации сотрудничества между странами Совета «Россия — НАТО» в сфере наблюдения за воздушным пространством и координации воздушного движения, для повышения прозрачности, предсказуемости и усиления коллективной борьбы с террористическими угрозами в воздухе.